# شایا گلدوست
شایا گلدوست (زاده ۱۳ خرداد ۱۳۶۵) زن ترنس، فعال حقوق بشر و فعال جنسی و جنسیتی اهل ایران است که اکنون در کانادا اقامت دارد. او یکی از مجریان ایران وایر و رادیو رنگین کمان است.

## زندگی‌نامه
شایا گلدوست در ۱۳ خرداد ۱۳۶۵ در رشت زاده شد. او در ۱۸ سالگی از ایران به ترکیه و بعد به کانادا مهاجرت کرد.

## فعالیت‌ها

### شایا گلدوست در تجمع ایرانیان کانادا
به عنوان یک زن ترنس ایرانی می‌گویم این انقلاب زنان است.

### ارسال نامه جمعی از کنشگران رنگین‌کمانی به معلمان
شایا گلدوست، شرایط اعضای جامعه رنگین‌کمانی و مشکلات آن‌ها در مدارس و مراکز آموزشی موضوع همیشگی و مورد بحث کنشگران این حوزه است.

### حمایت از جامعه در تبعیض در افغانستان
جامعه ال‌جی‌بی‌تی ایران حمایت خود را همیشه با عزیزان افغانستان اعلام می‌کند.

### رژه افتخار
اعلام حضور جامعه ال‌جی‌بی‌تی نشانه، از انکار نشدن‌ها دارد.